# Geselliges Chorbuch
Das Gesellige Chorbuch ist ein 1938 in zwei Teilen im Bärenreiter-Verlag Kassel erschienenes Liederbuch. Es beruht auf einer Sammlung mehrstimmiger Sätze von bekannten Volks- und Kunstliedern des Musikwissenschaftlers Richard Baum. Es wurde nach dem Krieg als Neuauflage inhaltlich unverändert herausgegeben, da kein nationalsozialistisches Liedgut dort Eingang gefunden hatte. Auf dem Verfassungskonvent im Sommer 1948 in Herrenchiemsee wurde das Buch zur Auflockerung der Teilnehmer beim gemeinsamen Singen eingesetzt. Sein Inhalt ging unter anderem auf mehrere Kanonbücher und das Buch Bruder Singer zurück.